# Idrottstidning

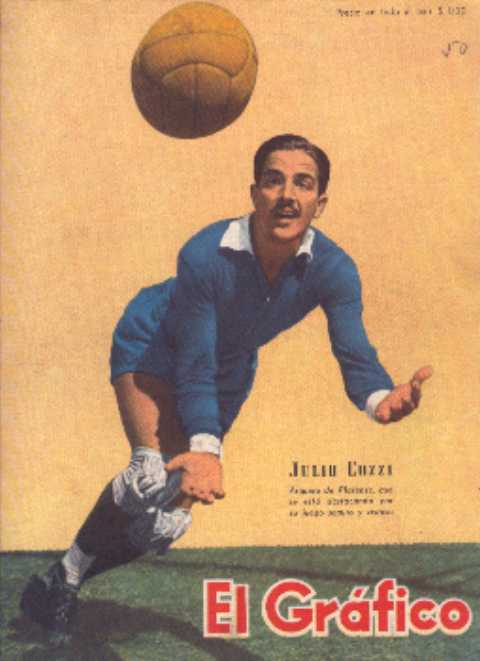
Argentinske fotbollsmålvakten Julio Cozzi på omslaget till argentinska idrottstidningen El Gráfico (1944)

En idrottstidning är en tidning eller tidskrift med huvudinriktning på idrott. Världens äldsta sporttidning är italienska La Gazzetta dello Sport, vars första nummer utkom den 3 april 1896. 
De flesta idrotters specialidrottsförbund har en egen tidning.

## Idrottstidningar
Exempel på idrottstidningar (gamla som nya) är:
- All Sport
- Bandymagasinet
- B&K Sports Magazine (namnet ändrat till Body från och med februari 2005)
- Damsporten i Ord och Bild
- Idrottsbladet
- Kicker Sportmagazin
- Offside
- Pro Hockey
- Rekord-Magasinet
- Svensk idrott
- Svensk rodd